# Міста та їхні герої
«Міста та їхні герої» — український документальний кіноальманах режисерів Ольги Гібелінди та Андрія Литвиненка.

## Створення
Ідея проєкту «Міста та їхні герої» виникла в рамках ініціативи «Семантичний корпус», яка мала на меті донести українські наративи та позицію України у війні з Росією до західноєвропейської аудиторії. Проєкту передував досвід команди в створенні художньо-публіцистичного проєкту «Шлях героя» про долі українців у 2014–2022 роках.
За сприяння проєкту USAID «Економічна підтримка України» команда «Міста та їхні герої» відвідала 12 регіонів України, які найбільше постраждали від війни, та проаналізувала понад 200 історій українців. В результаті було обрано 6 міст: Харків, Миколаїв, Чернігів, Охтирка, Баштанка та Іванків. Критеріями добору були любов до України, стійкість, зміни, які відбулися з людьми внаслідок війни, та вміння говорити про складні речі просто.
У кожному з цих міст групи фотографів-урбаністів, портретистів, журналістів та аналітиків працювали над створенням візуального та текстового контенту про міські пейзажі, особливі об’єкти, а головне — про місцевих жителів, які відіграли ключову роль в обороні від російських окупантів. Для кожного міста був обраний головний герой документального фільму — своєрідний голос усіх місцевих волонтерів, підприємців і держслужбовців у розповіді про виживання міста в перший рік війни.

## Концепція
Кіноальманах розкриває героїзм українського народу в перший рік повномасштабної російської агресії проти України, що розпочалася 24 лютого 2022 року. Він демонструє внутрішню трансформацію звичайних українців на волонтерів та воїнів. Проєкт має на меті донести до світового суспільства правду про героїзм українців у різних містах, які постраждали від російської агресії.

## Сюжет
Кіноальманах складається з шести короткометражних документальних фільмів, знятих у Харкові, Миколаєві, Чернігові, Охтирці, Баштанці та Іванкові. Кожен фільм розповідає історію місцевого мешканця, який внаслідок повномасштабної російської агресії проти України був змушений залишити звичну діяльність та долучитися до волонтерства чи військової служби. Обрані герої документальних фільмів репрезентують усіх волонтерів, підприємців та державних службовців, які долучилися до оборони свого міста під час російського вторгнення.

### Фільм «Баштанка. 100 баштанців»
«Баштанка. 100 баштанців» — документальний фільм про героїчний опір мешканців невеликого містечка Баштанка (Миколаївська область) російським окупантам на початку повномасштабного вторгнення у лютому 2022 року.
У фільмі міський голова Баштанки Олександр Береговий детально описує події 1 березня 2022 року, коли близько сотні місцевих жителів на чолі з ним протягом кількох годин стримували наступ російських військ під Баштанкою. Ціною величезних зусиль та мужності простих громадян вдалося запобігти окупації міста та змінити хід бойових дій на південному напрямку на початку широкомасштабної агресії.

### Фільм «Іванків. Знайти свою землю»
«Іванків. Знайти свою землю» — документальний фільм, що розповідає історію окупації невеликого селища Іванків на Київщині російськими військами на другий день повномасштабного вторгнення 24 лютого 2022 року. Увечері 25 лютого колони ворожої техніки увірвалися в Іванків, знищуючи все на своєму шляху.
Головний герой фільму — Геннадій Попенко, до війни успішний актор і телеведучий. Його сім’я опинилася в окупації в селищі на 36 днів без зв’язку, з обмеженою кількістю їжі та в постійному страху. Досвід перебування в окупації змінив світогляд мешканців Іванкова, змусив їх цінувати прості речі та ще більше полюбити Україну. Після деокупації Іванкова Геннадій вступив до лав Збройних сил України та став активним членом місцевої громади.

### Фільм «Миколаїв. Смак перемоги»
«Миколаїв. Смак перемоги» — документальний фільм про місцевого пивовара Дмитра Волощенка. До повномасштабного вторгнення Росії він мав успішний бізнес із виробництва крафтового пива. Проте з перших днів повномасштабного вторгнення Росії в Україну в лютому 2022 року Дмитро став волонтером. Він присвятив себе допомозі тим, хто її потребує, та боротьбі за перемогу України й людські цінності в рідному Миколаєві.

### Фільм «Охтирка. Місце сили»
«Охтирка. Місце сили» — документальний фільм, що розповідає історію героїчного опору мешканців Охтирки Сумської області російським окупантам на початку повномасштабного вторгнення 2022 року.
Головний герой фільму — Павло Ігнатченко, місцевий звукорежисер та громадський діяч, який до повномасштабного вторгнення організовував музичні заходи та фестивалі. Після 24 лютого він та його друзі перетворили свою студію звукозапису на майстерню з виготовлення військових аптечних підсумків, які відправлялися на фронт. Це дало змогу парамедикам вчасно надавати першу допомогу пораненим солдатам і врятувати сотні, а можливо, і тисячі життів оборонців України.

### Фільм «Харків. Лялькова оборона»
«Харків. Лялькова оборона» — документальний фільм про Олену Озерову, акторку місцевого лялькового театру. Олена Озерова щодня перебувала в рідному місті під обстрілами та вибухами, і театр став для неї безпечним притулком. З початком повномасштабного російського вторгнення вона разом з акторами організувала в театрі «лялькову оборону», гуманітарний центр для нужденних і притулок для переселенців. Тендітна й ніжна жінка, Олена Озерова боролася за захист своєї сім’ї та громади, ставши однією з тих, хто перетворив лялькову трупу театру на своєрідну «бойову одиницю» в місті під час війни.

### Фільм «Чернігів. Виїхати, щоб повернутися»
«Чернігів. Виїхати, щоб повернутися» — документальний фільм про Артема Ракітіна, одного з тих, хто рятував життя мешканців міста на початку російської облоги 2022 року. Ракітін та його побратими евакуювали понад 26 000 мешканців Чернігова, жоден з яких не постраждав під час евакуації. Історія мужності та самовідданості Артема Ракітіна лягла в основу фільму.

## Покази та прем’єри
Прем'єрні покази кіноальманаху відбулися з травня по липень 2023 року в містах, де знімалися фільми: Харкові, Миколаєві, Чернігові, Охтирці, Баштанці та Іванкові, а також у Києві та Львові.
Кіноальманах «Міста та їхні герої» був відібраний до спеціальної програми «Хроніки війни» 14-го Одеського міжнародного кінофестивалю, який відбувся в Чернівцях 19–26 серпня 2023 року. Шість фільмів з альманаху були показані в рамках цієї програми.
5 жовтня 2023 року документальний кіноальманах «Міста та їхні герої» вийшов у широкий кінопрокат у мережі кінотеатрів «Планета Кіно» в Україні.

## Фотовиставки
Важливим складником проєкту «Міста та їхні герої» стали фотовиставки, які організовували паралельно з кінопоказами в кожному місті. На виставках експонувалися фотографії міських пейзажів, об’єктів та портрети місцевих жителів, які зробили важливий внесок в оборону своїх міст від російських окупантів у перший рік повномасштабного вторгнення 2022 року.
Над створенням фотоматеріалів для виставок працювали провідні українські фотографи-урбаністи та портретисти: Валентин Кузан, Арсеній Герасименко, Роман Пашковський, Олег Тоцький, Ігор Тишенко та Владислав Содель. Мета фотовиставок — показати героїзм і стійкість українських міст та їхніх мешканців під час війни.